# Karel Sládeček
Karel Sládeček (* 30. května 1963 Ostrava) je český politik a lektor, od října 2021 poslanec Poslanecké sněmovny PČR, v letech 2016 až 2020 zastupitel Moravskoslezského kraje, v letech 2010 až 2013 zastupitel města Ostravy, bývalý člen hnutí Ostravak a strany SPOZ / SPO (v letech 2017 až 2018 též její místopředseda), současný člen hnutí SPD.

## Život
Narodil se v Ostravě-Vítkovicích, po základní škole absolvoval učební obor s maturitou. V letech 1982 až 1986 žil v Praze, kde pracoval jako zpěvák v Armádním uměleckém souboru Víta Nejedlého. Po návratu do Ostravy se živil jako učitel v autoškole.
Po roce 1989 vystudoval obor sociální práce s poradenským zaměřením na Filozofické fakultě Ostravské univerzity v Ostravě (získal titul Mgr.). V letech 2000 až 2003 pracoval na vedoucí pozici ve zdravotní pojišťovně, mezi roky 2003 a 2008 byl zaměstnán na Magistrátu města Ostravy. Začátkem roku 2008 založil společnost, která se zabývá lektorskou činností.
Karel Sládeček žije v ostravské části Vítkovice. Mezi jeho záliby patří cestování, kultura a sport (zejména pak lední hokej).

## Politické působení
V roce 2010 se podílel na vzniku hnutí Ostravak, za něž byl následně v komunálních volbách v roce 2010 zvolen zastupitelem města Ostravy. V říjnu 2012 však své členství v hnutí Ostravak ukončil a v lednu 2013 na zastupitelský mandát rezignoval.
Na počátku roku 2013 vstoupil do SPOZ, za stranu neúspěšně kandidoval v Moravskoslezském kraji ve volbách do Poslanecké sněmovny PČR v roce 2013. Neúspěšně kandidoval také v komunálních volbách v roce 2014 v Ostravě.
V krajských volbách v roce 2016 byl zvolen zastupitelem Moravskoslezského kraje, když jako člen SPO vedl kandidátku subjektu "Koalice Svoboda a přímá demokracie - Tomio Okamura (SPD) a Strana Práv Občanů". V únoru 2017 se na sjezdu SPO stal místopředsedou strany. Na mimořádném sjezdu v březnu 2018 post obhájil, funkci zastával do konce listopadu 2018.
V komunálních volbách v roce 2018 neúspěšně kandidoval do zastupitelstva Ostravy z 6. místa kandidátky subjektu „LEČO – LEPŠÍ A ČISTÁ OSTRAVA“ (tj. hnutí LEČO, ZpL/ZPL a SPOZ).
Ve volbách do Poslanecké sněmovny PČR v roce 2017 byl lídrem Strany Práv Občanů v Moravskoslezském kraji, ale neuspěl. Později se stal členem hnutí SPD, za něž ve volbách v roce 2020 obhajoval mandát krajského zastupitele, ale tentokrát neuspěl.
Ve volbách do Poslanecké sněmovny PČR v roce 2021 kandidoval za hnutí SPD na 3. místě kandidátky v Moravskoslezském kraji. Získal 1 477 preferenčních hlasů, a stal se tak poslancem.
Ve sněmovních volbách v roce 2025 kandiduje na 5. místě kandidátní listiny hnutí SPD v Moravskoslezském kraji.